# Xavier García (piłkarz)
Moisés Xavier García Orellana (ur. 26 czerwca 1990 w San Salvadorze) – salwadorski piłkarz występujący na pozycji środkowego obrońcy, reprezentant Salwadoru, od 2023 roku zawodnik Platense Municipal Zacatecoluca.

## Kariera klubowa
García w wieku juniorskim uczęszczał do akademii juniorskiej Mágico Gonzáleza, natomiast profesjonalną karierę piłkarską rozpoczynał w zespole ze swojego rodzinnego miasta – San Salvador FC. Po rozwiązaniu klubu przeszedł na pół roku do drużyny Nejapa FC, natomiast wiosną 2009 podpisał umowę z ekipą CD Luis Ángel Firpo z siedzibą w Usulután. W 2014 roku został zawodnikiem CD FAS.

## Kariera reprezentacyjna
W 2011 roku García został powołany do reprezentacji Salwadoru U-23 na eliminacje do Igrzysk Olimpijskich w Londynie. Był wówczas podstawowym graczem kadry narodowej, rozegrał sześć spotkań i w wygranej 2:1 konfrontacji grupowej z Panamą wpisał się na listę strzelców. Jego drużyna odpadła w półfinale, nie kwalifikując się na igrzyska.
W seniorskiej reprezentacji Salwadoru García zadebiutował 30 maja 2008 w zremisowanym 0:0 meczu towarzyskim z Gwatemalą. Podstawowym zawodnikiem kadry narodowej został za kadencji urugwajskiego selekcjonera Rubéna Israela w 2011 roku. Wziął wówczas udział w Copa Centroamericana, zajmując czwarte miejsce, a także w Złotym Pucharze CONCACAF, gdzie jego zespół dotarł do ćwierćfinału. Pierwszego gola w reprezentacji strzelił 6 września 2011 w wygranym 4:1 spotkaniu z Kajmanami w ramach eliminacji do Mistrzostw Świata 2014.